# Tysklands nummerplader
 Der er for få eller ingen kildehenvisninger i denne artikel, hvilket er et problem. Du kan hjælpe ved at angive troværdige kilder til de påstande, som fremføres i artiklen.

Nummerplader i Tyskland er registreringsnumre på køretøjer, der er indregistret i Tyskland. Nummerpladens første kombination af bogstaver (1 til 3 bogstaver) angiver, hvor bilen er indregisteret. Når personer flytter til en anden registreringskreds, skal de IKKE længere anskaffe en ny nummerplade, men må bringe nummerpladerne med sig til den nye bopæl. Dvs. at en bil med HH (Hamburg) nummerplade godt kan komme fra f.eks. Göttingen (GÖ). Bogstaverne viser blot, hvor bilen ved første registrering var bosiddende. Nummerplader kan købes nummerplader, der gyldige hele året eller kun for en del af et år (2 til 11 måneder). Dette giver mulighed for at skifte mellem f.eks. en sommerbil og en vinterbil. Biler der sælges indenfor samme registreringskreds beholder som regel sin gamle nummerplade. Det er således kun navnet på bilens ejer, der ændres. En liste over alle tyske KfZ-nummerplader kan findes her.

## Grundlæggende udformning
De nuværende nummerplader i Tyskland har været i brug siden 1994. De fremstår med sort skrift på hvid baggrund. Længst til venstre på pladen angives Tyskland internationale kendingsbogstav "D" med et hvidt bogstav i et blåt felt med EU-flagets tolv stjerner i en cirkel.
Derefter følger 1 til 3 bogstaver, der viser i hvilken by eller region bilen er indregistreret i, f.eks. B for Berlin. Som regel følger inddelingen de tyske Landkreise, men i nogle tilfælde deler kreisfreie byer og den omkringliggende kreds den samme bogstavkode. I sidstnævnte tilfælde vil de følgende bogstaver adskille byområdet og landområdet. F.eks. har byområdet Straubing (SR) ét bogstav efter bogstavkoden (SR – A 123). Den omkringliggende kreds Straubing-Bogen har to bogstaver efter bogstavkoden (SR – AB 123). Det er antallet af indregistrerede køretøjer (eller indbyggere), der afgør om det er byen eller den omkringliggende kreds, der får ét eller to bogstaver, fordi kombinationsmulighederne med to bogstaver er større end med ét. For eksempel har byen Regensburg flere indbyggere end kredsen udenom, så byen har to bogstaver efter bogstavkoden R.
Antallet af bogstaver i koden for by eller landkreds afspejler for det meste størrelse og beliggenhed af distriktet. De største tyske byer har generelt kun ét bogstav (B=Berlin, M=München, K=Köln, F=Frankfurt am Main). Det er dog kun en tommelfingerregel, idet Tysklands næststørste by Hamborg benytter (HH), for Hansestadt Hamburg. De fleste øvrige distrikter har to eller tre bogstaver i koden. Områder i det østlige Tyskland har normalt flere bogstaver af to grunde:
- Mange af de korte bogstavkombinationer var allerede benyttet i det vestlige Tyskland inden Tysklands genforening. Derfor har store østtyske byer som f.eks. Dresden en to bogstavkode (DD), da (D) allerede blev benyttet i Düsseldorf.
- Der bor færre mennesker i det østlige Tyskland, så antallet af indregistrerede biler er færre, og derfor benytter man 3 bogstaver i koden.

Efter bogstavkoderne følger to runde plaketter. Den nederste er seglet fra den udstedende kreds. Den øverste plakette på den bagerst monterede nummerplade, viser tidspunktet for bilens seneste syn (plaketten kaldes normalt "TÜV"-plakette). Den øverste plakette på den forrest monterede nummerplade er en såkaldt AU-plakette, der er et seks-kantet mærke, der viser hvornår bilen sidst har gennemført den lovpligtige måling af bilens udstødningsgasser. Der skiftes hvert år farve på plaketten og man veksler mellem seks forskellige farver (orange, blå, gul, brun, pink og grøn).
Herefter følger ét eller to tilfældige bogstaver og et til fire tilfældige tal. Det totale antal bogstaver og tal kan højst udgøre otte. Ét bogstav og lave tal er som regel reserveret til motorcykler på grund af nummerpladens mindre fysiske størrelse.
Problemet med mønsteret for nummerpladerne er, at mellemrum udgør en vigtig del af identifikationen. For eksempel er B NW 555 ikke det samme nummer som BN W 555. Nummerplader fra før 1994 havde en bindestreg efter sted-bogstavkoden, men denne findes ikke længere. Politiet løser problemet ved altid at udtale selve stednavnet samt de efterfølgende bogstaver stavet med fonetisk alfabet. Derfor vil B NW 555 blive udtalt som "Berlin, Nordpol, Wilhelm, fünf-fünf-fünf" og BN W 555 som "Bonn, Wilhelm, fünf-fünf-fünf".

## Ønskenummerplader
Ønskenummerplader er tilladt i Tyskland. De skal følge mønsteret for almindelige nummerplader, men kan give mange sigende kombinationer. F.eks. kan en person, der bor i Pirna vælge kombinationen PIR AT 777. Med nogle byer eller kredse kan man med en ønskenummerplade danne hele byens navn, f.eks. Kiel, Lauf, Heide, Regen, Daun, Unna, Brake, Baden, Hof eller Ulm. Andre kombinationer der ses, er personers initialer med fødselsår, f.eks. kunne Peter Meyer født i 1957 forsøge at få kombinationen PIR PM 57, hvis bilen er registreret i Pirna. Andre populære nummerplader er S EX i Stuttgart, SE X og SE XY i Segeberg eller B MW i Berlin.

## Uhensigtsmæssige kombinationer
Nogle kombinationer regnes som politisk uacceptable og er forbudt eller undgås. Det er særligt kombinationer, der associerer til nazitiden. Kreis Sächsische Schweiz bruger samme kombination som kredsbyen Pirna med PIR, for at undgå kombinationen SS (Schutzstaffel). Kombinationen SA (Sturmabteilung) benyttes heller ikke. Derfor benyttes kombinationen LSA til biler der kører for regeringen og parlamentet i Sachsen-Anhalt. I 2004 i Nürnberg blev en bilejer nægtet nummerpladen N PD på grund af hentydningen til det politiske parti NPD.
Andre kombinationer der undgås, er HJ (Hitlerjugend), NS (Nationalsocialisme), og KZ (Koncentrationslejr). Der er dog eksempler på nummerplader, hvor man ikke har været opmærksom på kombinationerne, ligesom nogle delstater dispenserer fra visse kombinationer, hvis der f.eks. er tale om ejerens initialer. Heller ikke kombinationen i kreis Warendorf WAF FE (tysk for våben) tillades.
I Stuttgart udsteder man kun kombinationerne S EX og S AU (tysk for so) som ønskenummerplader, og i stadt Hanau udsteder man tilsvarende kun kombinationen HU RE (tysk for luder) som ønskenummerplade.

## Skrifttype
De nuværende nummerplader benytter en skrifttype, der kaldes FE-Schrift ("fälschungserschwerende Schrift", forfalsknings-svær skrift). Den er designet, så bogstavet O ikke umiddelbart kan laves til et Q og et P kan ikke laves til et R osv.

## Specielle koder
Til en række forskellige formål anvendes der specielle koder på de tyske nummerplader:
- Veteranbiler (Classic Cars) kan få et H for enden af nummeret (H står for historisk). Bilen skal være minimum 30 år gammel og være vel vedligeholdt.

- Sæsonnummerplader har to numre til højre på nummerpladen, der viser tidsrummet for, hvornår nummerpladen er gyldig. Herved kan man have f.eks. en sommerbil og en vinterbil. Det giver lavere registreringsafgift og lavere forsikringspræmie.

- Før marts 2007 havde Officielle køretøjer såsom politi, brandvæsen, og kommunale biler ikke bogstaver efter stedkoden, f.eks. M 1234 (i dag har de standard nummerplader). Disse var opdelt i:

- - Lokale forvaltninger: 1-199, 1000-1999, 10000-19999
  - Lokale offentlige foretagender (f.eks. brandvæsen): 200-299, 2000-2999, 20000-29999, 300-399
  - Politi: 3000-3999, 7000-7999, 30000-39999, 70000-79999
  - Katastrofehjælp: 8000-8999, 80000-89999
  - Konsulære køretøjer: 900-999, 9000-9999

- Køretøjer der er fritaget for afgifter (f.eks. ambulancer, traktorer, landbrugskøretøjer og trailere) har nummerplader med grøn skrift på hvid baggrund.

- Køretøjer, der ikke er registreret kan få nummerplader med kort gyldighed (fem dage). De begynder med 04, f.eks. DD 04000. Nummerpladerne har et gult felt til højre, hvoraf det fremgår hvornår nummerpladen er gyldig.
- Prøvenummerplader har rød skrift med hvid baggrund, og de begynder med 06, f.eks. WÜ 06131.
- Bilsamlere har nummerplader der ligner prøvenummerplader, men benytter 07 i stedet for 06. Bilerne skal være mere end 30 år gamle, og nummerpladen må flyttes mellem bilerne i samlingen.

- Toldplader anvendes til biler, der skal eksporteres, men fortsat være registreret i Tyskland. Et rødt felt til højre på pladen angiver, hvornår forsikringen udløber og bilen skal være ude af Tyskland.

- Diplomatplader har tallet nul (0) i stedet for en stedkode. Der anvendes en landekode for hvert land, som efterfølges af en bindestreg og et løbenummer.

- Til de højeste embeder benyttes også særlige nummerplader. Forbundspræsidenten har 0-1, forbundskansleren 0-2, udenrigsministeren 0-3 og forbundsdagspræsidenten 1-1. Alle tjenestekøretøjer for de øverste statsorganer (f.eks. forbundsdagen) har i stedet for stedkode BD

- Forsvaret benytter bogstavet Y i stedet for stedkode efterfulgt af en bindestreg og 6 cifre.
- Forbundspolitiet benytter i dag BP i stedet for en stedkode. Tidligere benyttede politiet BG (for Bundesgrenzschutz). BP blev i øvrigt brug af postvæsenet (Bundespost) før privatiseringen.

## Historie
De første nummerplader, hvor man brugte stedkoder for udstedelsen var i 1906. Man betegnede delstaterne med et romertal: I = Preussen, II = Bayern, III = Württemberg – efterfulgt af et bogstav for forvaltningsområdet: IA = Berlin, IIA = München, IIIA = Stuttgart og yderligere efterfulgt af en række cifre.
Hamborg (HH), Bremen (HB) og Lübeck (HL) benyttede samme kombinationer som i dag. Andre store byer/områder havde B=Braunschweig, IVB=Baden, IIN=Nürnberg og Fürth, IS=Hannover, IH=Pommern, IK=Schlesien, IT=Hessen-Nassau, IZ=Rhin-provinsen og IX=Westfalen.
Fra 1945 til 1956 benyttede man forskellige bogstavkombinationer, der var baseret på besættelseszonerne.
Det nuværende system blev introduceret i 1956. I forbindelse med en ny kredsinddeling i 1970'erne ændrede man også stedkoderne. Nummerplader udstedt før den tid er fortsat gyldige, forudsat at det er den samme bil. Veteranbiler kan derfor have kombinationer, som ikke findes i dag (f.eks. EIN=Einbeck).
Da systemet med bogstavkoderne blev tilrettelagt i 1950'erne havde man inkluderet koder for det østlige Tyskland, som skulle reserveres indtil en genforening. Det omfattede både DDR og de polsk annekterede tyske østområder øst for Oder-Neisse-linjen. Efter genforeningen i 1990 benyttede man disse reserverede koder (f.eks. P for Potsdam), men da de østtyske kredse blev omlagt i midten af 1990'erne, er mange af bogstavkoderne tilsvarende ændret.
En række reserverede bogstavkoder blev imidlertid brugt inden genforeningen – sandsynligvis på grund af det svigtende håb for en genforening. L var reserveret til Leipzig, men blev i 1980'erne givet til Lahn-Dill-Kreis. Efter genforeningen blev L givet til Leipzig og Lahn-Dill-Kreis fik i stedet LDK. I en overgangsperiode blev L brugt i begge kredse.